# Melanaspis
Melanaspis är ett släkte av insekter. Melanaspis ingår i familjen pansarsköldlöss.

## Dottertaxa tillMelanaspis, i alfabetisk ordning[1]
- Melanaspis araucariae
- Melanaspis aristotelesi
- Melanaspis arnaldoi
- Melanaspis artemisiae
- Melanaspis arundinariae
- Melanaspis bolivari
- Melanaspis bondari
- Melanaspis bromiliae
- Melanaspis calura
- Melanaspis casuarinae
- Melanaspis chrysobalani
- Melanaspis coccolobae
- Melanaspis corticosa
- Melanaspis cubensis
- Melanaspis deklei
- Melanaspis delicata
- Melanaspis deliquescens
- Melanaspis eglandulosa
- Melanaspis elaeagni
- Melanaspis enceliae
- Melanaspis figueiredoi
- Melanaspis frankiniae
- Melanaspis fucata
- Melanaspis glomerata
- Melanaspis indurata
- Melanaspis inopinata
- Melanaspis jaboticabae
- Melanaspis jamaicensis
- Melanaspis latipyga
- Melanaspis leivasi
- Melanaspis lilacina
- Melanaspis longula
- Melanaspis louristanus
- Melanaspis madagascariensis
- Melanaspis marlatti
- Melanaspis martinsi
- Melanaspis mimosae
- Melanaspis monotes
- Melanaspis nigropunctata
- Melanaspis obscura
- Melanaspis odontoglossi
- Melanaspis pedina
- Melanaspis phenax
- Melanaspis philippiae
- Melanaspis pinicola
- Melanaspis ponderosa
- Melanaspis pseudoponderosa
- Melanaspis reticulata
- Melanaspis rhizophorae
- Melanaspis rotunda
- Melanaspis saccharicola
- Melanaspis sacculata
- Melanaspis sansevii
- Melanaspis santensis
- Melanaspis sitreana
- Melanaspis smilacis
- Melanaspis squamea
- Melanaspis sulcata
- Melanaspis tenax
- Melanaspis tenebricosa
- Melanaspis tricuspis
- Melanaspis vilardeboi
- Melanaspis williamsi